# Washington megye (Utah)
Washington megye az Amerikai Egyesült Államokban, azon belül Utah államban található. Megyeszékhelye és legnagyobb városa St. George. Lakosainak száma 180 279 fő (2020. április 1.). Washington megye Iron, Kane, Mohave és Lincoln megyékkel határos.

## Népesség
A megye népességének változása:
| Lakosok száma | 138 429 | 141 537 | 144 656 | 147 800 | 155 602 | 180 279 |
|               | 2010    | 2011    | 2012    | 2013    | 2015    | 2020    |